# ساختمان شهرداری مشهد
ساختمان شهرداری مشهد؛ نام ساختمانی تاریخی مربوط به اوایل دورهٔ پهلوی دوم است و در شهرستان مشهد، شهر مشهد، ضلع جنوبی میدان شهدا واقع شده و این اثر در تاریخ ۱۶ اسفند ۱۳۸۴ با شمارهٔ ثبت ۱۴۳۵۸ به‌عنوان یکی از آثار ملی ایران به ثبت رسیده‌است.